# Rialto (группа)
Rialto — британская брит-поп-группа, образованная в конце 90-х в Лондоне. После успеха синглов «Untouchable», «Monday Morning 5.19», благополучно занявшие первые места в британском чарте и вошедшие в одноименный альбом «Rialto», в 2025 году они вернулись с камбек-синглом «No One Leaves This Discoteque Alive», который вошёл в альбом «Neon and Ghost Signs».

## Состав
- Луис Элиот — вокал, гитара, автор песен (1997-2002, 2023 - н.в)
- Джонни Булл — гитара, бэк-вокал, продюсирование  (1997-2002)
- Джулиан Тейлор — бас, бэк-вокал и труба (1997-2002, 2023 - н.в)
- Пит Катберт — ударные  (1997-2002)
- Тоби Хауншэм — клавишные (1997—2000)
- Энтони Кристмас — ударные (1997—2000)

## История
Группа была создана на основе команды Kinky Machine, в которой участвовали вокалист Луис Эллиот и гитарист Джонни Булл. Kinky Machine записали два альбома — дебютный одноимённый с названием группы в 1993 году (Oxygen/MCA Records) и альбом Bent в 1995 году.
В 1997 году Булл и Эллиот, совместно с Джулианом Тейлором, ударником Pete Cuthbert, и Toby Hounsham,
воссоединились и сформировали Rialto. Позже в этом же году они издали первые свои синглы — «When We’re Together» и «Untouchable».
Позже переиздаются в январе 1998 года и взрывают TOP 20 в британских чартах. Несмотря на ожидаемое издание их одноимённого дебютного альбома, East West Records саботирует выпуск. Вместо этого China Records выпускает дебютный альбом группы 13 июля 1998 года. 6-треков мини-альбом Girl on a Train последовал двумя годами позже, реализуемый NME и Q магазинами. Со временем Rialto собрались записать второй альбом, когда Hounsham и Christmas покидают состав, оставив остальных 4 участников группы. Rialto выпустила второй (и последний) альбом Night on Earth в марте 2002.
В 2025 году группа Rialto вернулась с новым хитом "No One Leaves This Discotheque Alive", позже, в этом же году, вышел альбом «Neon & Ghost Signs».

## Дискография

### Альбомы
- 1998 — Rialto (East West/China)
- 2000 — Girl on a Train (Gimmemusic.Co.Uk)
- 2001 — Night on Earth (Eagle/Koch)
- 2004 — Louis Eliot -The Long Way Round — 2004 (Zino)
- 2025 — Neon and Ghost Signs

### Синглы
- «Monday Morning 5:19» (1997) — UK #37
- «Monday Morning 5:19 (Widescreen)» (1997)
- «When We're Together» (1997)
- «Untouchable» (1998) — UK #20
- «Dream Another Dream» (1998) — UK #39
- «Summer’s Over» (1998) — UK #98
- «No One Leaves This Discotheque Alive» (2025)
- «Car That Never Comes» (2025)
- «Remembering Me Forget» (2025)
- «Neon & Ghost Signs» (2025)